# آرخیز
آرخیز (به لاتین: Arkhyz) یک روستای کوهستانی روسیه است که در درهٔ رود بولشوی از قره‌چای و چرکس قفقاز بزرگ واقع شده و حدود ۷۰ کیلومتر از دریای سیاه فاصله دارد.
ارتفاع کوه‌های اطراف آرخیز به ۳۰۰۰ متر بالاتر از سطح دریا می‌رسد. این روستا بر اساس سرشماری سال ۲۰۱۰، ۵۰۵ نفر جمعیت دارد.